# Hans Alexander (Aktivist)
Hans Alexander (* 16. Februar 1890 in Breslau; † 2. September 1933 im KZ Esterwegen) war ein deutscher politischer Aktivist des Reichsbanners Schwarz-Rot-Gold. Er war die erste Person, die als Gefangener in einem Emslandlager ermordet wurde.

## Leben und Tätigkeit
Hans Alexander stammte aus einer jüdischen Kaufmannsfamilie und arbeitete als Handlungsgehilfe. Ab 1914 nahm er mit der Preußischen Armee am Ersten Weltkrieg teil, in dem er 1918 als Vizefeldwebel schwer verwundet wurde. Im Krieg wurde er mit dem Eisernen Kreuz beider Klassen und dem Goldenen Militär-Verdienst-Kreuz, der höchsten militärischen Auszeichnung Preußens für Mannschaften und Unteroffiziere, ausgezeichnet.
Nach dem Krieg betätigte Alexander sich im SPD-Ortsverein Breslau, im Reichsbund jüdischer Frontsoldaten sowie ab 1924 in der Republikschutzorganisation Reichsbanner Schwarz-Rot-Gold. In der letzteren rückte er schließlich in eine führende Stellung in der schlesischen Sektion des Reichsbanners auf: In der Literatur wird er als Geschäftsführer des Reichsbanners in Breslau und als Ortsvorsitzender des Reichsbanners dort bezeichnet. Wegen einer nicht behördlich genehmigten Protestkundgebung des Reichsbanners wurde Alexander 1925 zu einer Geldstrafe verurteilt.
Im Zuge der nach dem Reichstagsbrand vom 27. Februar 1933 durchgeführten Massenverhaftungen von politischen Gegnern der Nationalsozialisten im ganzen Reichsgebiet wurde Alexander als einer der höchsten Reichsbannerfunktionäre in Schlesien von der dortigen SA in Gewahrsam genommen. Er wurde zunächst einige Monate im KZ Dürrgoy, einem von der SA auf eigene Faust betriebenen „wilden“ Konzentrationslager im Süden der schlesischen Provinzhauptstadt, gefangen gehalten.
Nach der Auflösung des KZ Dürrgoy im Sommer 1933 wurde Alexander ins KZ Esterwegen bei Papenburg im Emsland überführt. Dort wurde er am 2. September 1933 (einem Sabbat) im Moor von einem SS-Wachmann erschossen. Er war damit der erste Gefangene, der im KZ Esterwegen und überhaupt in einem der Emslandlager zu Tode gebracht wurde. Im Rahmen eines in den Jahren 1949/1950 durchgeführten Ermittlungsverfahrens gegen beteiligte SS-Wachleute durch das Landgericht Osnabrück sagten mehrere Mitgefangene übereinstimmend aus, dass die SS die anderen Häftlinge nach Alexanders Tod dazu zwang, an dem auf einem Hof des Lagers aufgebahrten Leichnam Alexanders vorbeizumarschieren und mit seinem Blut Kreuze zu zeichnen.
Ausweislich seiner Sterbeanzeige war er verheiratet und Vater mindestens eines Kindes.
Alexanders Begräbnis auf dem jüdischen Friedhof von Breslau geriet zu einer spontanen Massendemonstration der Breslauer Arbeiterschaft: Mehrere tausend Arbeiter erschienen überraschend zu dem Totenakt und brachten Ausrufe wie „Heil Freiheit!“ und „Rache!“ aus, um ihre Solidarität mit dem gewaltsam zu Tode gekommenen Reichsbannerfunktionär sowie ihre Ablehnung des herrschenden Regimes zum Ausdruck zu bringen.
Ein zeitgenössisches Ermittlungsverfahren wegen der Tötung von Alexander sowie des ehemaligen Hamburger Polizeipräsidenten Otto Eggerstedt und des Polizisten Bergemann durch SS-Wachen verlief im Sand.